# Provincia di Campobasso
La provincia di Campobasso è una provincia italiana del Molise di 209 456 abitanti che si estende su una superficie di 2 909 km² e comprende 84 comuni. Il capoluogo è Campobasso e la sede istituzionale è in Palazzo Magno.
Affacciata a nord sul mar Adriatico, confina a ovest con l'Abruzzo (provincia di Chieti), a est con la Puglia (provincia di Foggia), a sud con la Campania (province di Benevento e di Caserta), a sud-ovest con la provincia di Isernia. La provincia di Campobasso usa un emblema atipico rispetto a quelli delle altre province, privo di corona, non inquadrato all'interno di uno scudo o altra forma geometrica, e riprodotto su un gonfalone rosso. Gli elementi di tale arme, le spighe di grano e la stella a 8 punte, sono derivati dall'antica provincia di Contado di Molise.

## Geografia fisica
magre, solitarie, in bilico sui dirupi,
con i rami stenti, tormentati dalla bufera,
allora saremo in Contado di Molise.»
(Francesco Jovine)

### Territorio
Partendo dalle montagne della dorsale appenninica, passando per le colline, i laghi e i fiumi dell'entroterra per giungere infine alla fascia costiera dell'Adriatico il territorio si presenta vario e diversificato, in cui si inseriscono borghi, paesi e città.
Il territorio è attraversato dalle valli del Trigno, del Biferno e del Fortore; esse presentano un andamento generalmente rettilineo, circondate dai pendii di colline e montagne, per poi allargarsi notevolmente nei pressi del mare.

### Idrografia

#### Fiumi

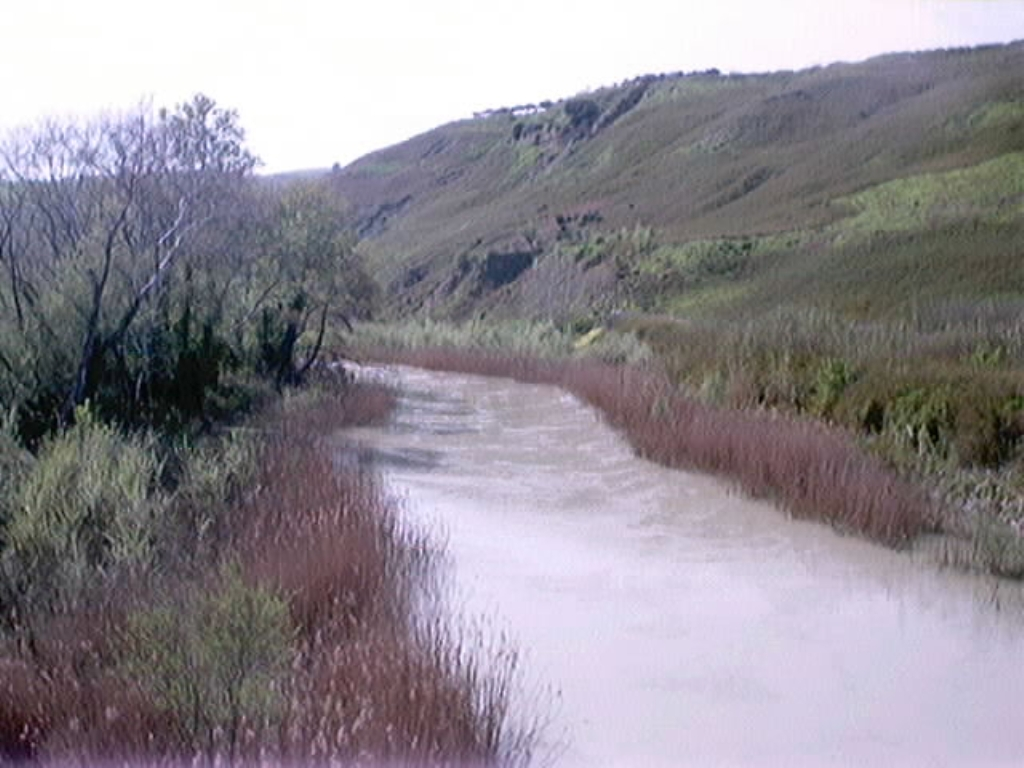
Il fiume Biferno visto dalla SS 647.

| Fiume     | Sorgente                     | Foce          | Lunghezza (km) | Portata (m³/s) | Provincie attraversate        | Note |
| --------- | ---------------------------- | ------------- | -------------- | -------------- | ----------------------------- | --- |
| Biferno   | Matese, Bojano               | Adriatico     | 84             | oltre 20       | Campobasso                    | Attraversa il lago artificiale di Guardialfiera, sbarrato da una diga destinata alla produzione di energia elettrica |
| Fortore   | Monte Altieri                | Adriatico     | 110            | 13,50          | Benevento, Campobasso, Foggia | Attraversa il bacino di Occhito e segna il confine tra il Molise e la Puglia                                         |
| Trigno    | Monte Capraro, Vastogirardi  | Adriatico     | 85             | //             | Isernia, Campobasso, Chieti   | Segna il confine tra il Molise e l'Abruzzo                                                                           |
| Tammaro   | Sella di Vinchiaturo, Sepino | Calore Irpino | 78             | //             | Campobasso, Benevento         | // |
| Saccione  | Colle Frascari, Montelongo   | Adriatico     | 33             | 0,8            | Campobasso, Foggia            | // |
| Sinarca   | Il Monte, Palata             | Adriatico     | 26             | //             | Campobasso                    | // |
| Sassinora | Matese, Sepino               | Tammaro       | 7              | //             | Campobasso, Benevento         | // |

#### Laghi
Gli unici due invasi presenti nella provincia sono di origine artificiale, e sono:
- Il lago di Guardialfiera, soprannominato anche "del Liscione", dal nome della diga grazie alla quale è stato creato. Suggestivi e spettacolari sono i due viadotti della SS 647, denominati "Molise I" e "Molise II", che per 8,5 chilometri attraversano il lago superando la diga.
- Il lago di Occhito, posto a cavallo tra il Molise e la Puglia.

### Orografia

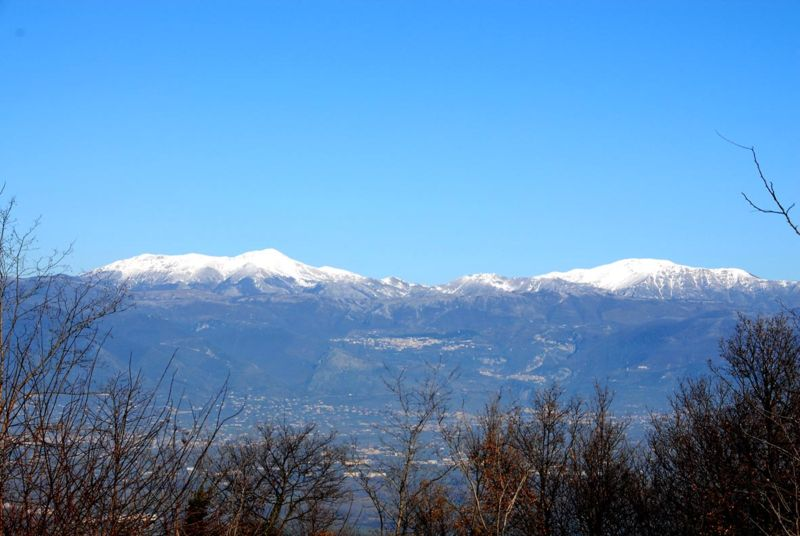
Il Matese

La provincia, è caratterizzata da antiche formazioni sedimentarie, alcune anche di origine marina. Il territorio si può distinguere in quattro zone in base alla loro costituzione:
- La dorsale montuosa degli Appennini caratterizzata dalle Mainarde e dal Matese;
- Una fascia costituita da formazioni calcareo-marnoso-selciose che si protende fino alla linea Carovilli-Chiauci-Frosolone-Campobasso-Riccia;
- Le valli del Trigno e del Biferno insieme ai Frentani, dalla caratteristica composizione argillosa. Proprio per la sua composizione, questa è la zona che più di tutte è soggetta al fenomeno delle frane;
- La fascia costiera, caratterizzata da una formazione prevalentemente argillosa e sabbiosa.

## Storia

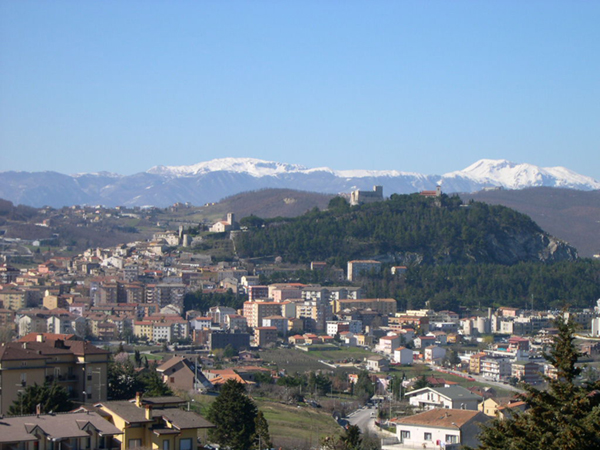
Panorama di Campobasso

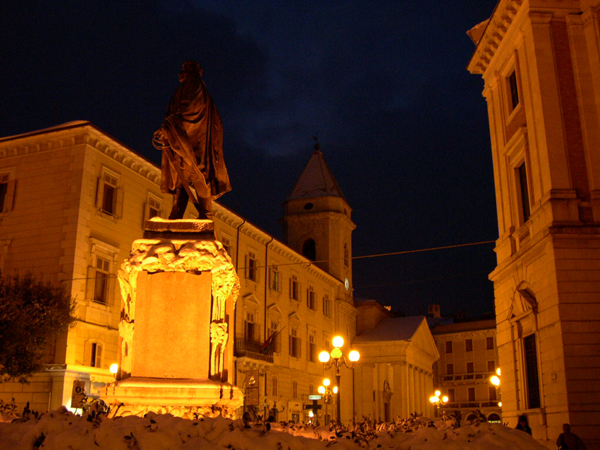
Piazza Gabriele Pepe a Campobasso

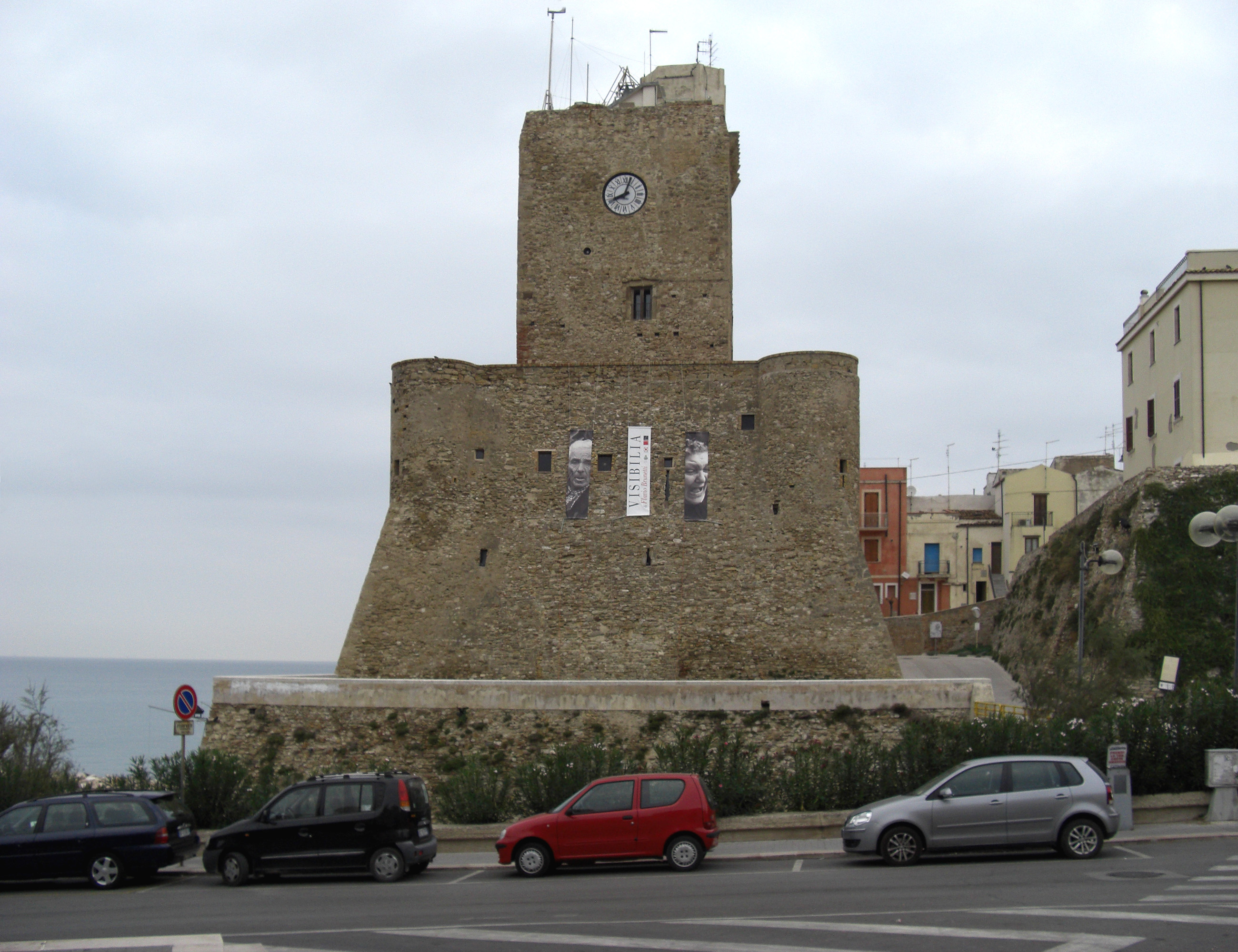
Castello svevo di Termoli

A seguito della guerra contro Roma dal 343 a.C. al 290 a.C. il territorio dell'antica regione del Sannio (la cui zona centrale coincide con l'attuale provincia di Campobasso) fu incluso nella Regio IV in età Augustea.
Nel 570, in seguito ad un'invasione da parte dei Longobardi, il territorio fu annesso al Ducato di Benevento comportando un ridimensionamento dei latifondi e dei patrimoni ecclesiastici dei vescovati di Bojano, Sepino, Venafro, Trivento, Isernia, Larino e Termoli. Ne seguì una divisione dell'area in gastaldati ed il consolidamento di alcune signorie feudali che acquistavano sempre maggiore autonomia.
È da collegare alla divisione del Ducato di Benevento dell'847 ed alla creazione del principato di Capua nell'860 la nascita delle contee di Venafro, di Larino, di Trivento, di Bojano, di Isernia, di Campomarino e di Termoli.
Ugo I de Molinis, conte di Bojano e feudatario normanno di Mulhouse (da cui deriverebbe il nome del Molise), attuando una politica di favore della penetrazione normanna, restituì gli antichi confini ai territori del Sannio nel 1053. Infine grazie al suo successore, Ugo II de Molinis, il Molise si costituì in forma autonoma intorno al 1128, ma dal secolo successivo fu unito alla Terra di Lavoro.

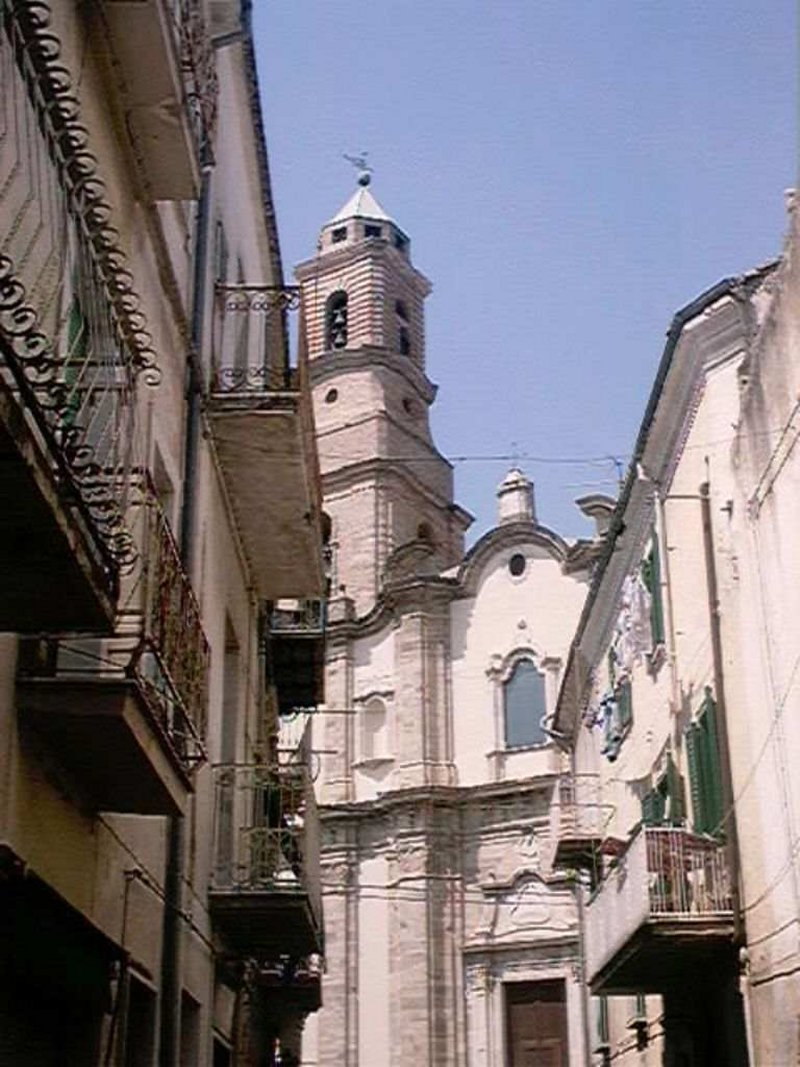
Il borgo di San Martino in Pensilis: veduta della Chiesa di San Pietro Apostolo

Agli inizi del XVI secolo il Contado di Molise fu amministrativamente unito alla Capitanata.
Con l'avvento della Repubblica Partenopea, si instaurò una nuova organizzazione amministrativa che prevedeva la divisione in dipartimenti costituiti da cantoni. Il dipartimento del Sangro fu frazionato in sedici cantoni e precisamente: Lanciano, Ortona, Palena, Atessa, Pescocostanzo, Castel di Sangro, Agnone, Baranello, Campobasso, La Riccia, Trivento, Larino, Termoli, Serra Capriola, Dragonara, il Vasto.
Il 27 settembre del 1806, dopo l'occupazione da parte della Francia, Gioacchino Murat rese il Molise provincia autonoma costituita dai distretti di Campobasso e di Isernia ai quali si aggiunse quello di Larino e il Circondario di Agnone.
Il Molise beneficiò molto di questa operazione, infatti perse solo 2 comuni e ne ottenne ben 31.
Tuttavia nel 1861 il Molise perderà 15 comuni perlopiù in favore della provincia di Benevento e ne ingloberà 13, a cui se ne aggiungeranno 4 della provincia di Caserta, soppressa nel periodo fascista (poi ricostituita e riordinata nei comuni originari).
In seguito ad una modifica costituzionale in doppia deroga, il 27 dicembre 1963, la provincia di Campobasso venne staccata dall'Abruzzo ed elevata al rango di regione col nome di Molise. La situazione restò invariata fino al 1970 quando 52 comuni vennero distaccati per formare la Provincia di Isernia, istituita con la legge 2 febbraio 1970 n. 20.

## Monumenti e luoghi d'interesse

### Per comune

#### Campobasso

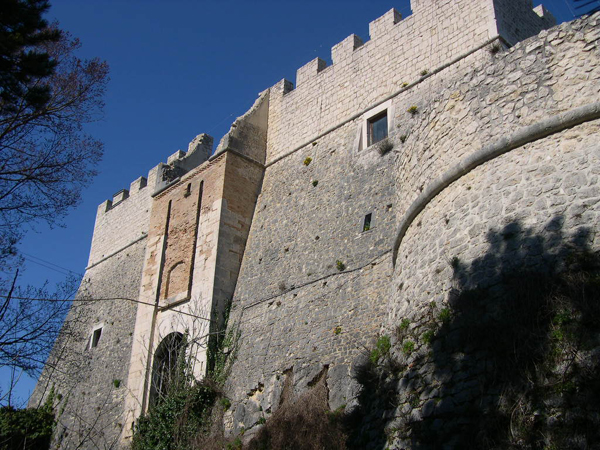
Castello Monforte di Campobasso

- Cattedrale della Santissima Trinità
- Castello Monforte
- Chiesa di San Bartolomeo
- Chiesa della Madonna dei Monti
- Chiesa di San Giorgio

#### Termoli
- Cattedrale di Santa Maria della Purificazione
- Castello svevo
- Chiesa di Sant'Agata
- Torre del Meridiano
- Torre del Sinarca

#### Bojano
- Cattedrale di San Bartolomeo
- Rocca di Civita Superiore
- Chiesa di Sant'Erasmo
- Chiesa di Santa Maria del Giardino

### Siti archeologici
- Civita Superiore di Bojano
- Larinum e Anfiteatro

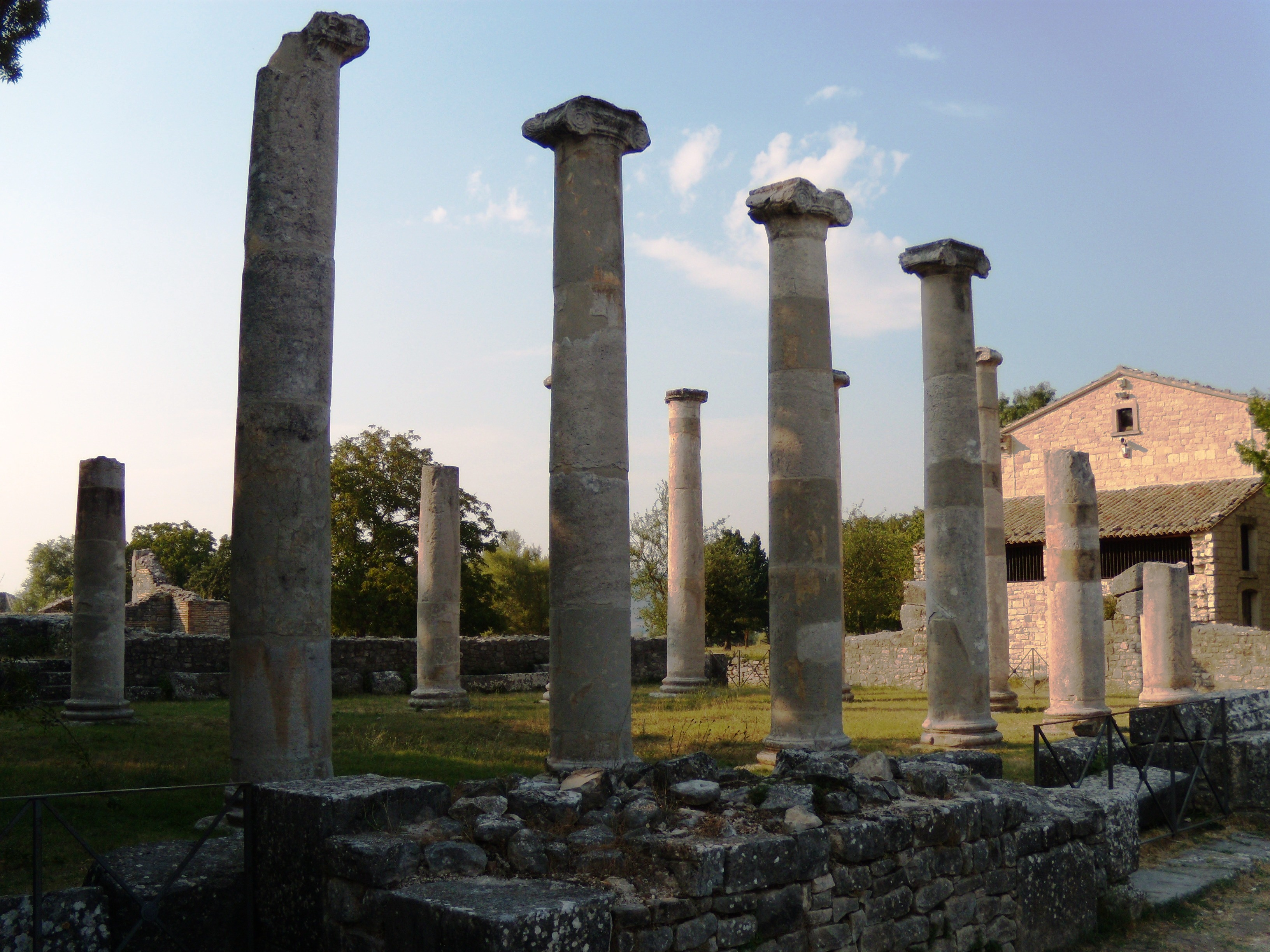
Sito archeologico di Sepino

- Cliternia Frentana e Santuario della Madonna Grande (Cliternia Nuova)
- Fagifulae e Abbazia di Santa Maria di Faifoli (Montagano)
- Altilia di Sepino
- Sito archeologico di Santa Maria della Strada (Matrice)
- Tempio sannita di San Giovanni in Galdo
- Tomba di Ovio Paccio a Mirabello Sannitico

### Altre chiese e castelli
- Insigne collegiata parrocchiale di Santa Maria Maggiore a Guglionesi
- Cattedrale di San Pardo a Larino
- Cattedrale dei Santi Nazario, Celso e Vittore a Trivento
- Santuario della Madonna di Bisaccia (Montenero di Bisaccia
- Castello di Bonefro
- Collegiata di Santa Maria Assunta in Ripalimosani

- Torre circolare di Campochiaro
- Torre angioina di Colletorto

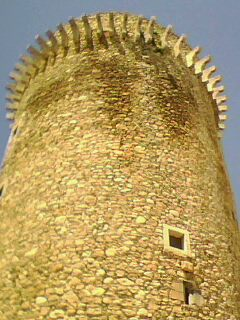
Torre medievale di Colletorto

- Castello angioino di Civitacampomarano
- Chiesa di San Giorgio di Petrella Tifernina
- Castello D'Evoli di Castropignano
- Castello Carafa di Ferrazzano
- Castello dei Capua di Gambatesa
- Borgo medievale di Guardialfiera con Cattedrale dell'Assunta
- Palazzo Capozio di Jelsi
- Castello medievale di Molise
- Borgo medievale di Oratino con Torre della Rocca
- Chiesa grotta di Pietracupa
- Palazzo ducale di Portocannone
- Castello medievale di Riccia
- Castello ducale di San Felice del Molise
- Castello ducale di Torella del Sannio
- Fortezza longobarda di Tufara

## Società

### Evoluzione demografica
Abitanti censiti

### Etnie e minoranze straniere
Al 31 dicembre 2018 nella provincia risiedevano, su un totale di 221 238 abitanti, 10 150 stranieri che rappresentavano quindi il 4,6% della popolazione. Le cinque comunità più numerose erano:
| Pos. | Cittadinanza | Popolazione |
| ---- | ------------ | ----------- |
| 1    | Romania      | 3 156       |
| 2    | Marocco      | 1 020       |
| 3    | Albania      | 744         |
| 4    | Nigeria      | 645         |
| 5    | Ucraina      | 391         |

### Istituzioni, enti e associazioni

#### Sanità
Il sistema sanitario regionale è gestito dall'A.S.Re.M. (Azienda Sanitaria Regionale del Molise), che è presente nel territorio della provincia di Campobasso con quattro distretti socio-sanitari (Campobasso, Termoli, Larino, Bojano-Riccia), e tre presidi ospedalieri:
- Ospedale "Antonio Cardarelli" di Campobasso
- Ospedale "San Timoteo" di Termoli
- Ospedale "Giuseppe Vietri" di Larino

In ambito specialistico è presente inoltre la Fondazione di Ricerca e Cura "Giovanni Paolo II" di Campobasso, già sede distaccata della facoltà di medicina e chirurgia dell'Università Cattolica del Sacro Cuore.
Si affiancano a queste altre strutture, sia private sia convenzionate con l'azienda sanitaria regionale.
È in corso un'operazione di razionalizzazione del sistema sanitario, che potrà vedere la chiusura di alcuni centri e presidi ospedalieri. In merito a questi ultimi si sta operando verso il mantenimento, nella provincia di Campobasso, dei soli presidi "Antonio Cardarelli" di Campobasso e "San Timoteo" di Termoli.

### Qualità della vita
Secondo Il Sole 24 Ore, la provincia di Campobasso nel 2019 era la 74ª provincia italiana con la qualità di vita più alta su un totale di 107; nel 2014 si trovava invece all'82º posto.

## Cultura

### Istruzione

#### Università
Dal 1982 è attiva a Campobasso l'Università degli Studi del Molise, che ha sedi periferiche anche a Termoli e Pesche.
Nella provincia hanno sede inoltre alcuni corsi di laurea nelle professioni sanitarie erogati dal Polo Didattico del Molise dell'Università degli Studi di Roma "La Sapienza".

## Geografia antropica

### Comuni
Appartengono alla provincia di Campobasso 84 comuni:
- Acquaviva Collecroce
- Baranello
- Bojano
- Bonefro
- Busso
- Campobasso
- Campochiaro
- Campodipietra
- Campolieto
- Campomarino
- Casacalenda
- Casalciprano
- Castelbottaccio
- Castellino del Biferno
- Castelmauro
- Castropignano
- Cercemaggiore
- Cercepiccola
- Civitacampomarano
- Colle d'Anchise
- Colletorto
- Duronia
- Ferrazzano
- Fossalto
- Gambatesa
- Gildone
- Guardialfiera
- Guardiaregia
- Guglionesi
- Jelsi
- Larino
- Limosano
- Lucito
- Lupara
- Macchia Valfortore
- Mafalda
- Matrice
- Mirabello Sannitico
- Molise
- Monacilioni
- Montagano
- Montecilfone
- Montefalcone nel Sannio
- Montelongo
- Montemitro
- Montenero di Bisaccia
- Montorio nei Frentani
- Morrone del Sannio
- Oratino
- Palata
- Petacciato
- Petrella Tifernina
- Pietracatella
- Pietracupa
- Portocannone
- Provvidenti
- Riccia
- Ripabottoni
- Ripalimosani
- Roccavivara
- Rotello
- Salcito
- San Biase
- San Felice del Molise
- San Giacomo degli Schiavoni
- San Giovanni in Galdo
- San Giuliano del Sannio
- San Giuliano di Puglia
- San Martino in Pensilis
- San Massimo
- San Polo Matese
- Sant'Angelo Limosano
- Sant'Elia a Pianisi
- Santa Croce di Magliano
- Sepino
- Spinete
- Tavenna
- Termoli
- Torella del Sannio
- Toro
- Trivento
- Tufara
- Ururi
- Vinchiaturo

#### Comuni più popolosi

Il gonfalone della provincia

| Pos. | Stemma | Comune      | Popolazione 31-12-2022 | Superficie (km²) | Densità (ab/km²) | Altitudine (m s.l.m.) |
| ---- | ------ | ----------- | ---------------------- | ---------------- | ---------------- | --------------------- |
| 1    |        | Campobasso  | 47 075                 | 56,11            | 838,98           | 701                   |
| 2    |        | Termoli     | 32 235                 | 55,64            | 579,35           | 15                    |
| 3    |        | Campomarino | 7 732                  | 76,68            | 100,83           | 52                    |
| 4    |        | Bojano      | 7 393                  | 52,63            | 140,47           | 480                   |
| 5    |        | Larino      | 6 366                  | 88,77            | 71,71            | 341                   |

## Infrastrutture e trasporti

### Strade

#### Autostrade
- Autostrada Adriatica

#### Strade statali
- Adriatica
- dell'Appennino Abruzzese ed Appulo-Sannitico
- Sannitica
- della Valle del Biferno
- della Val Fortore
- Fondo Valle del Tappino
- Fondo Valle del Biferno
- di Fondo Valle Trigno
- Tangenziale di Termoli
- Tangenziale Est di Campobasso
- Tangenziale Ovest di Campobasso
- Fondo Valle del Rivolo

Diverse strade statali nel 2001 sono state cedute dall'ANAS alla provincia, assumendo una nuova denominazione di strada provinciale:
- Gildonese (S.P. 165 Gildonese)
- dei Tre Titoli (S.P. 166 dei Tre Titoli)
- di Ururi (S.P. 167 di Ururi)
- Termolese (S.P. 168 Termolese)
- Molesana (S.P. 169 Molesana)

### Ferrovie

#### Linee
- Adriatica
- Benevento-Campobasso
- Campobasso-Termoli
- Isernia-Campobasso

#### Stazioni
- Baranello
- Boiano
- Bonefro-Santa Croce
- Bosco Redole
- Campobasso
- Campochiaro
- Campolieto-Monacilioni
- Campomarino
- Casacalenda-Guardialfiera
- Castellino sul Biferno
- Coppella
- Guardiaregia
- Guglionesi-Portocannone
- Larino
- Matrice-Montagano-San Giovanni in Galdo
- Montenero-Petacciato
- Nuova Cliternia
- Piane di Larino
- Ripabottoni-Sant'Elia
- Ripalimosani
- San Giuliano del Sannio
- San Martino in Pensilis
- San Massimo
- Sepino
- Termoli
- Torre di Montebello
- Ururi-Rotello
- Vinchiaturo

### Porti
- Termoli
- Montenero Di Bisaccia